# Paradidyma reinhardi
Paradidyma reinhardi là một loài ruồi trong họ Tachinidae.